# Нова Весь (гміна Клобуцьк)
Нова Весь (пол. Nowa Wieś) — село в Польщі, у гміні Клобуцьк Клобуцького повіту Сілезького воєводства.
Населення — 335 осіб (2011).
У 1975-1998 роках село належало до Ченстоховського воєводства.

## Демографія
Демографічна структура станом на 31 березня 2011 року:
|          | Загалом | Допрацездатний вік | Працездатний вік | Постпрацездатний вік |
| -------- | ------- | ------------------ | ---------------- | -------------------- |
| Чоловіки | 167     | 39                 | 112              | 16                   |
| Жінки    | 168     | 29                 | 100              | 39                   |
| Разом    | 335     | 68                 | 212              | 55                   |